# Giardini pubblici di Ravenna
I giardini pubblici di Ravenna si trovano nel Viale Santi Baldini, situati nel settore sud-orientale del centro cittadino.

## Descrizione
Si estendono per circa 35.500 m² sull'area precedentemente occupata dall'ippodromo e dal velodromo cittadino. Realizzati nei primi anni Trenta dall'architetto piacentino Giulio Ulisse Arata (1881-1962), rappresentano il primo parco urbano di Ravenna.
I giardini sono concepiti seguendo i tipici stilemi del giardino all'italiana; racchiusi da una cancellata in ferro battuto, contengono il planetario, il bar Chalet e, al centro,  una fontana in pietra diseganata dallo stesso Arata. I giardini sono situati dietro alla basilica di Santa Maria in Porto e al museo d'arte della città di Ravenna.
Gli ingressi sono posti lungo Viale Santi Baldini, Via di Roma e Via Padre Genocchi.